# Matavaques (Erinyà)
Matavaques, és una partida de muntanya del terme municipal de Conca de Dalt, al Pallars Jussà, a l'antic terme de Toralla i Serradell, en el territori del poble d'Erinyà.
Està situada al sud-est d'Erinyà, a la dreta de la vall del riu de Serradell. La meitat oriental de la partida ha estat molt afectada per una pedrera d'extracció de terra. És al sud-est de la Costa i a ponent de Santfelius, al sud de l'Acampador. És, de fet, tot el vessant septentrional del Serrat de Romers.